# Gino Maes
Gino Maes (* 7. Februar 1957 in Brügge) ist ein ehemaliger belgischer Fußballspieler auf der Position eines Verteidigers.

## Laufbahn
Maes erhielt seinen ersten Profivertrag 1976 bei seinem Heimatverein und aktuellen belgischen Meister FC Brügge, mit dem er in seiner ersten Saison 1976/77 das Double gewann und in der darauffolgenden Saison 1977/78 zum Kader der Mannschaft gehörte, die erstmals in der Vereinsgeschichte einen Meisterschaftshattrick gewann. In derselben Saison 1977/78 erreichte der FC Brügge durch Erfolge gegen den spanischen Meister Atlético Madrid (Viertelfinale) und den italienischen Meister Juventus Turin (Halbfinale) zum bisher einzigen Mal in seiner Vereinsgeschichte das Finale um den Europapokal der Landesmeister gegen den FC Liverpool, in dem Maes bis zu seiner Auswechslung in der 72. Minute mitwirkte.
Ein dritter Meistertitel folgte 1980 und 1986 stellte sich der zweite Erfolg im Pokalwettbewerb ein. In diesen beiden Jahren wurde jeweils auch der 1979 eingeführte Supercup gewonnen.
1982 wechselte Maes zum Stadtrivalen Cercle Brügge und kam 2 Jahre später zum FC Brügge zurück. 1987 schloss er sich dem SK Torhout an, bei dem er seine aktive Laufbahn ausklingen ließ. 

## Erfolge
- Belgischer Meister: 1977, 1978, 1980
- Belgischer Pokalsieger: 1977, 1986
- Belgischer Supercup: 1980, 1986
- Europapokalfinalist: 1978 (Europapokal der Landesmeister)